# Colonizzazione di Marte
La colonizzazione del pianeta Marte consiste nel progetto ipotetico di rendere il pianeta abitabile per l'uomo. Attorno a Marte si è concentrata l'attenzione di alcune agenzie spaziali, nel tentativo di sviluppare un piano organico per l'installazione di possibili colonie umane sul pianeta, sebbene con le tecnologie attuali un eventuale viaggio richiederebbe comunque circa sei mesi ed esporrebbe i viaggiatori a pericoli mortali. Ad oggi il progetto è a uno stadio assai controverso. Sebbene sia ritenuto da alcuni individui un passaggio inevitabile nello sviluppo futuro dell'umanità, altri criticano la sua fattibilità e la sua desiderabilità, oltre alle condizioni di vita a cui eventuali abitanti del pianeta potrebbero essere sottoposti.

## Storia dei progetti
Il primo progetto non fantascientifico di colonizzazione di Marte fu ideato da Wernher von Braun e pubblicato nel suo libro Das Marsprojekt nel 1952. A quei tempi si conosceva ben poco del pianeta e si ipotizzava fosse molto simile alla Terra. Von Braun riteneva che fosse possibile costruire una flotta di 10 navi spaziali, assemblate in orbita, 7 cargo e 3 passeggeri, per mandare nel 1965 un equipaggio di 70 membri in orbita attorno a Marte. Da lì, avrebbero studiato la superficie con dei telescopi per individuare il posto migliore per una base, tendenzialmente nei pressi dell'equatore. Successivamente, una navetta di atterraggio dotata di ali e sci sarebbe atterrata nei pressi del polo nord con un piccolo gruppo di persone, con il compito di viaggiare verso l'equatore con dei mezzi cingolati e costruire una pista di atterraggio vicino al punto individuato per la base.
Sebbene negli anni successivi la NASA avesse investito ingenti risorse nel programma spaziale, soprattutto durante l'esplorazione umana della Luna, con l'avvento delle prime esplorazioni robotiche fu evidente che il progetto così pensato non era realizzabile, anche se alcuni concetti fondamentali rimangono tuttora validi.
Nel 1989 il presidente americano George H. W. Bush annunciò la Space Exploration Initiative, con cui intendeva finanziare una nuova era spaziale, includendo missioni umane su Marte. In quello stesso anno fu redatto dalla NASA quello che venne chiamato il 90-Day Study, un progetto per un insediamento umano su Marte con costi infrastrutturali di più di 500 miliardi di dollari, che richiedeva la costruzione preliminare di stazioni spaziali, una base lunare, assemblaggio di navi interplanetarie nell'orbita terrestre. Il piano fu respinto dal congresso per via del costo elevato.
L'anno successivo, Robert Zubrin, un ingegnere della NASA, iniziò a lavorare su un'idea nuova per l'abbattimento dei costi: l'utilizzo di risorse in situ. Nacque così il progetto Mars Direct che prevedeva un costo decimato rispetto al progetto precedente, tra i 25 e i 50 miliardi di dollari in 10 anni. Il progetto ricevette un finanziamento per alcuni esperimenti dimostrativi di produzione di risorse in ambiente marziano simulato, ma fu definitivamente abbandonato nel 1992 dal nuovo amministratore della NASA preferendo missioni più economiche dai risultati più immediati. Successivamente Zubrin lasciò la NASA e fondò Mars Society, una società senza scopo di lucro con l'obiettivo di dimostrare la fattibilità di un insediamento permanente su Marte.
Il progetto Mars Direct servì a delineare quello che deve essere considerato come riferimento per una missione duratura su Marte; il documento prodotto contiene una lista di obiettivi e vincoli e viene aggiornato man mano che le nuove tecnologie forniscono soluzioni più appropriate. Sebbene il documento non preveda una partenza anteriore al 2037, la NASA non ha più stanziato fondi per la realizzazione di tale progetto.
Nel 2012 un'azienda privata ideò un progetto di colonizzazione marziana, Mars One, con l'idea di trovare i finanziamenti necessari tramite l'attenzione mediatica e la vendita di diritti televisivi, trasformando un progetto scientifico in industria dello spettacolo. Inoltre, per abbattere i costi, fu proposto un viaggio di sola andata per gli astronauti. Secondo i piani della società l'insediamento dovrebbe partire per il 2032.
Nel 2016 SpaceX, un'azienda privata fondata da Elon Musk, esibì i suoi piani di trasporto interplanetario per equipaggio umano finalizzato, tra le altre cose, alla costruzione di una colonia umana permanente su Marte a partire dal 2024, portando il primo uomo su Marte nel 2026 e di rendere infine permanente una colonia di 80000 persone.

## Marte e la Terra

### Somiglianze
- Il sol, ovvero il giorno marziano, è assai vicino al giorno terrestre, con una durata media di 24 ore, 39 minuti e 35,244 secondi[15].
- L'estensione della superficie di Marte è pari a circa il 28,4% di quella terrestre[16]; a titolo di paragone, l'estensione delle terre emerse sulla Terra costituisce il 29,2% della superficie complessiva del pianeta.
- L'inclinazione assiale di Marte è pari a 25,19°, mentre quella terrestre è 23,44°[15]. Marte gode pertanto di un ciclo delle stagioni del tutto analogo a quello terrestre, sebbene la loro durata sia quasi doppia, poiché l'anno marziano corrisponde ad 1,88 anni terrestri. Il polo nord di Marte, inoltre, non punta verso l'Orsa Minore, ma verso il Cigno.
- Marte è dotato di un'atmosfera[15]; sebbene la pressione atmosferica al suolo valga solo lo 0,7% di quella terrestre, essa è sufficiente a proteggere in minima parte la superficie dalla radiazione solare e cosmica e può essere utilizzata favorevolmente per manovre di aerofrenaggio da parte di sonde spaziali.
- Recenti osservazioni condotte da Mars Express, Mars Exploration Rover e dalla sonda Phoenix hanno confermato la presenza di acqua sul pianeta, concentrata maggiormente attorno ai poli[17]; inoltre sono disponibili discrete quantità di tutti gli elementi e dei composti chimici fondamentali per la vita umana.

### Differenze
- L'accelerazione di gravità su Marte è pari a circa un terzo del corrispondente valore terrestre; allo stato attuale delle conoscenze mediche, è impossibile stabilire se questo valore sia sufficiente ad evitare l'insorgere di problemi di salute connessi con l'assenza di peso.
- Marte è assai più freddo della Terra, con una temperatura media di -63 °C con minime di -143 °C e massime anche di 25 °C all'equatore in estate.
- A causa della bassa pressione atmosferica, Marte non presenta specchi di acqua liquida stabili nel tempo; gli esseri umani sarebbero inoltre costretti ad indossare tute pressurizzate.
- La quantità di radiazione solare che raggiunge la superficie del pianeta (la costante solare) è circa la metà del corrispondente valore terrestre (o lunare).
- L'orbita di Marte è più eccentrica di quella terrestre; questo causa un'intensificazione delle escursioni termiche e delle variazioni del valore della costante solare nel corso dell'anno.
- L'atmosfera marziana consiste principalmente di diossido di carbonio. Si ritiene comunque che, data la sua elevata pressione parziale in superficie (circa 52 volte il corrispondente valore terrestre), alcune specie di piante potrebbero sopravvivere sul pianeta.
- Marte possiede due satelliti naturali, Fobos e Deimos, assai più piccoli della Luna e più vicini alla superficie.
- Marte non possiede una magnetosfera omogenea e forte, quindi i venti solari colpiscono la sua ionosfera con grande intensità.

## Abitabilità
Allo stato attuale, la vita umana non sarebbe possibile, senza adeguate protezioni, per più di un minuto sulla superficie di Marte; si tratta, ad ogni modo, delle condizioni più favorevoli presenti nel sistema solare, ben lontane dal clima torrido di Mercurio e Venere, dalle gelide temperature dei corpi gassosi del sistema solare esterno e dal vuoto spinto presente sulla superficie della Luna e degli asteroidi. Inoltre il pianeta possiede risorse tali da poter essere sfruttate con le tecnologie giuste per creare piccoli spazi abitabili.

### Possibile terraformazione
Esistono inoltre numerose ipotesi, spesso descritte in opere di narrativa fantascientifica, che prevedono un processo di terraformazione a seguito del quale il pianeta rosso potrebbe essere reso abitabile e sostenere la vita umana senza la necessità di tute protettive. Gli aspetti tecnici, scientifici ed etici della terraformazione sono tuttavia in una fase embrionale di studio.
Uno studio risalente al marzo 2017 della Planetary Science Division della NASA ha mostrato che uno scudo magnetico tra Marte e il sole permetterebbe al pianeta rosso di ricostituire e conservare la propria atmosfera, innescando una serie di effetti positivi per la sua abitabilità.

## Radiazione
Marte non presenta un campo geomagnetico confrontabile con quello terrestre; unitamente alla presenza di un'atmosfera estremamente rarefatta, questo aumenta di diversi fattori la quantità di radiazione solare in grado di raggiungere il suolo marziano. Lo strumento MARIE, a bordo della sonda statunitense Mars Odyssey, ha permesso di misurare i livelli di radiazione presenti in orbita attorno al pianeta, quantificandoli in circa 2,5 volte quelli registrati a bordo della Stazione spaziale internazionale, pari ad un valore di circa 0,8 Gy all'anno. Un'esposizione a tali livelli di radiazione per un periodo di tempo superiore a tre anni supererebbe i limiti di sicurezza per la salute umana attualmente in adozione alla NASA. Ad ogni modo, i livelli di radiazione sulla superficie marziana dovrebbero essere leggermente inferiori rispetto a questo valore, e potrebbero variare significativamente da regione a regione in base all'altitudine e alla presenza di campi magnetici locali.
Tempeste solari occasionali potrebbero provocare un aumento imprevedibile quanto pericoloso delle dosi di radiazione incidente sulla superficie marziana, sebbene la durata caratteristica di questi fenomeni sia estremamente ridotta; eventuali astronauti potrebbero essere avvertiti mediante sonde automatiche presenti nei dintorni del Sole e prepararsi all'utilizzo di appositi rifugi sotterranei. Alcune tempeste rilevate da MARIE non sono state percepite da Terra, suggerendo la possibilità che si tratti di eventi direzionali, e che pertanto un'intera flotta di satelliti circumsolari sarebbe necessaria per assicurarsi di individuare ogni singolo evento potenzialmente nocivo per la popolazione marziana.

## Comunicazioni
Le comunicazioni Marte-Terra sono relativamente complicate a causa della distanza dei due pianeti.
Nel corso di ogni periodo sinodico esiste una breve finestra di tempo, corrispondente alla configurazione nota come congiunzione superiore di Marte rispetto alla Terra, in cui le comunicazioni sono rese impossibili dall'interposizione del Sole fra i due corpi celesti.
Il ritardo nelle comunicazioni dovuto alla velocità dell'onda elettromagnetica nel vuoto in una comunicazione unidirezionale va da 4 minuti, nei momenti di massima vicinanza, a 24 minuti, alla congiunzione superiore.
Inoltre le comunicazioni dovrebbero fare affidamento su una rete satellitare in orbita su Marte, per permettere la trasmissione anche quando non c'è contatto visivo con la Terra da un punto specifico della superficie.
Oltre alla comunicazione con la Terra, Marte presenta anche un problema di comunicazione tra un eventuale esploratore sulla superficie e la base: l'orizzonte di Marte, in una regione completamente pianeggiante, dista solo 40 km. Volendo esplorare zone più lontane o meno pianeggianti, si rende necessario l'uso di satelliti di telecomunicazione simili agli analoghi in orbita geostazionaria attorno alla Terra. La comunicazione radio usando la ionosfera come superficie riflettente è molto limitata, in quanto l'intensità della ionosfera marziana è sensibilmente più debole di quella terrestre e le comunicazioni superiori a 700 kHz, nel peggiore dei casi, sono inibite; a quella frequenza è possibile trasmettere soltanto flussi lenti come la telemetria.

## Possibili insediamenti umani

### Regioni polari

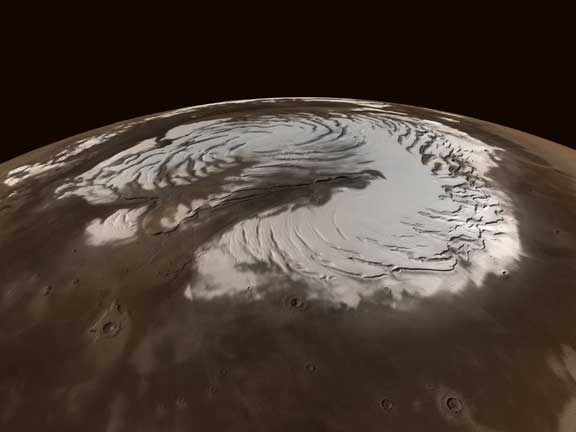
Il polo nord di Marte.

Si è a lungo ritenuto che le regioni polari di Marte (compreso il bacino di Hellas, al polo sud) potessero costituire un luogo privilegiato per un primo insediamento umano su Marte, vista la possibilità di mantenere il contatto diretto con la Terra per lunghi periodi e data la concentrazione di acqua nelle calotte polari. Osservazioni condotte da Mars Odyssey e da altre sonde spaziali sul finire del XX secolo hanno portato ad identificare la presenza di acqua anche a latitudini più basse; è così venuto meno il motivo principale per orientare un primo atterraggio umano verso i poli.

### Regioni tropicali ed equatoriali
L'esplorazione della superficie di Marte ha ricevuto un grande impulso dai due Mars Exploration Rover, Spirit ed Opportunity, che hanno incontrato una grande varietà di caratteristiche e tipologie di terreno; questo suggerisce che il suolo marziano sia estremamente variegato, e possibili luoghi di insediamento per una prima colonia umana potrebbero essere individuati solo in seguito a misurazioni più precise e dettagliate. In generale, come avviene sulla Terra, una maggiore distanza dall'equatore implica comunque una maggiore variabilità stagionale.

#### Valles Marineris

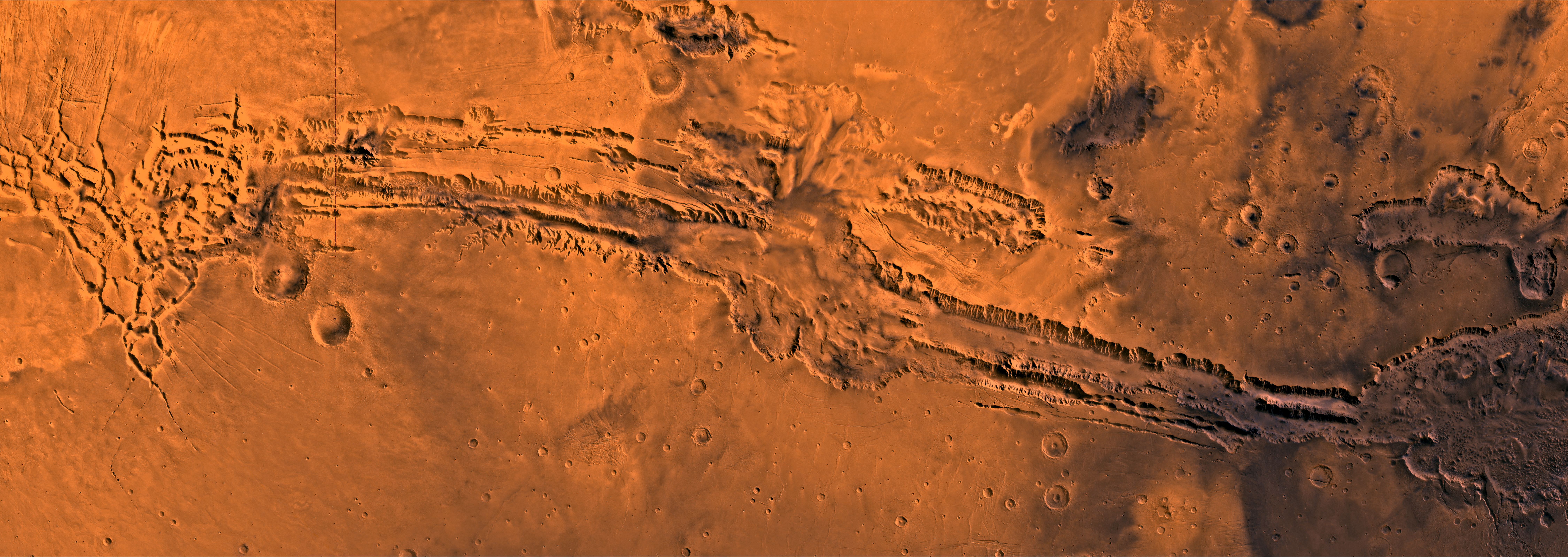
La regione di Valles Marineris.

La regione di Valles Marineris si estende per oltre 3000 km, con una profondità media pari ad 8 km rispetto alla superficie circostante. La pressione atmosferica a fondo valle è pertanto superiore rispetto a quella ordinaria di un fattore pari a circa il 25% (9 hPa contro 7 hPa). Inoltre le pareti dei canyon corrono lungo una direttrice est-ovest, che permette di evitare eccessive interferenze delle ombre proiettate dalle pareti con la necessità di ricevere energia tramite eventuali pannelli solari collocati sul fondo. Inoltre, le pareti dei canyon possono rivelarsi estremamente interessanti da un punto di vista geologico. Le valles sono state soggetto di uno studio approfondito da parte della Nasa per quanto riguarda le risorse in-situ e le opportunità scientifiche.

### Tunnel di lava

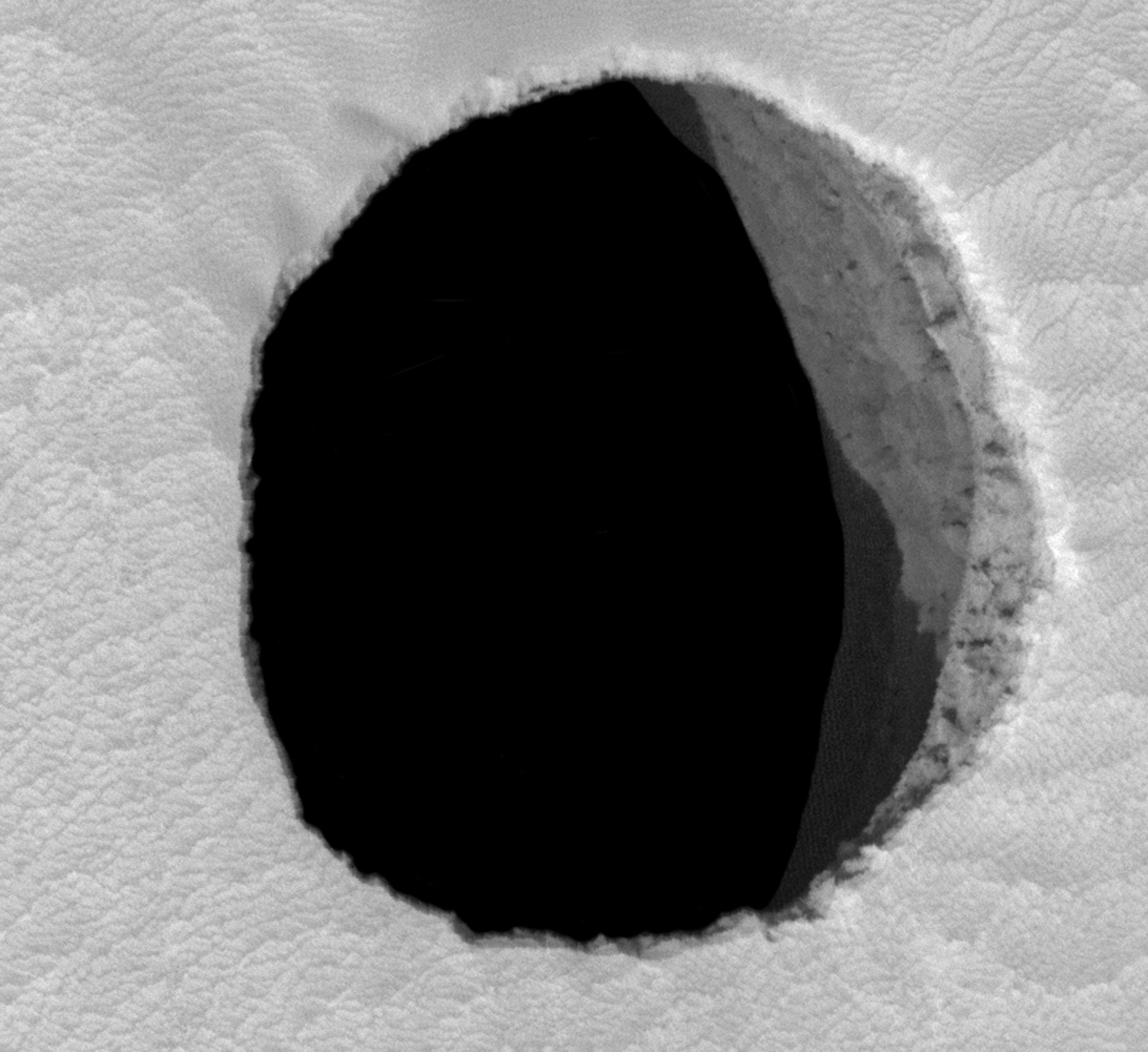
Un tunnel di lava su Marte ha mediamente dimensioni più grandi di quelli terrestri. L'immagine scattata dal satellite HiRISE evidenzia la parete laterale est di un tunnel presso l'Arsia Mons dalla profondità di almeno 178 metri.

Indipendentemente dalla zona dove potrebbe essere locata la prima base marziana, i tunnel di lava offrono una protezione parziale naturale dalle radiazioni cosmiche e solari e dalla caduta di meteoriti.

## Sostenibilità
Visto il tempo di viaggio necessario dalla Terra, un insediamento coloniale dovrebbe essere quasi autosufficiente per un periodo prolungato, soprattutto per le esigenze primarie come aria, acqua, energia e cibo; la colonia a lungo termine dovrebbe essere in grado di replicare le attività industriali sulla Terra.

### Beni per il sostentamento umano
La maggior parte delle risorse di consumo devono essere prodotte e riciclate.

#### Aria
L'atmosfera terrestre è composta principalmente di azoto, e solo per il 21% di ossigeno. Per creare un ambiente con aria respirabile per i coloni è possibile estrarre l'ossigeno dall'atmosfera marziana e il processo è già stato testato con successo dalla NASA in un ambiente marziano simulato e verrà testato sulla superficie di Marte con l'esperimento MOXIE della missione Mars 2020. L'aria non può contenere troppo ossigeno, perché comprometterebbe la salute umana a causa della tossicità dell'ossigeno e va diluita con altri gas, come ad esempio argon o azoto presenti entrambi per circa l'1,9% nell'atmosfera marziana.

#### Acqua
L'utilizzo di acqua in situ è fondamentale per lo sviluppo di una colonia, essendo un composto base per diverse attività primarie sia dirette, come l'equilibrio idro-salino, sia indirette, come la produzione di cibo e carburante. L'acqua si trova sotto forma di ghiaccio poco sotto la superficie e può essere estratta perforando la superficie di pochi metri, ma è in forma non pura, contenendo, tra le altre cose, perclorati nocivi e deve essere purificata.

#### Cibo
La produzione di cibo per una dieta esclusivamente vegetariana è possibile in situ seppur con qualche difficoltà. Il suolo marziano possiede tutti i nutrienti di cui hanno bisogno le piante per crescere, ma non nelle giuste dosi e sarà necessario un processo di fertilizzazione.

#### Energia
La produzione di energia non può contare solamente sull'apporto dei pannelli solari, ma deve essere supportata da un reattore nucleare in grado di produrre energia durante la notte e soprattutto durante le lunghe tempeste di sabbia che avvolgono il pianeta e oscurano il sole per diversi mesi. L'infrastruttura per la produzione di energia nucleare può essere realizzata in modo molto contenuto rispetto alle centrali nucleari terrestri per essere trasportata dalla Terra: la Nasa ha sviluppato nel 2015 il prototipo Kilopower per questo scopo, che in meno di 250 chili di macchinario e carburante (uranio U235) riesce a produrre 10KW per 10 anni.

#### Protezione dalle radiazioni

Comparazione delle radiazioni assorbite dall'uomo in diversi ambienti in scala logaritmica. Una tipica missione su Marte porterebbe ad un'esposizione migliaia di volte maggiore di quella sulla Terra.

A causa della mancanza di un campo magnetico forte come quello della Terra e di un'atmosfera spessa, l'uomo sulla superficie di Marte deve proteggersi sia dai raggi cosmici che dal vento solare. Uno spesso strato di roccia o polvere marziana può costituire un sufficiente scudo alle radiazioni; la polvere potrebbe essere impastata con acqua e cotta per costruire mattoni come per i primi insediamenti terrestri e muri e soffitti di uno spessore di due metri, possibile data la bassa gravità marziana, coprirebbe una buona dose di radiazioni per permettere un insediamento umano stabile. Non è del tutto noto come possa reagire il corpo umano all'esposizione di radiazioni, l'ormesi potrebbe limitare gli effetti negativi.

### Beni industriali
Oltre ai beni di prima necessità, la colonia deve essere in grado di realizzare prodotti industriali, per la costruzione e la riparazione di oggetti.

#### Carburante
La produzione di metano e ossigeno per il carburante per il viaggio di ritorno è possibile grazie all'anidride carbonica dell'atmosfera e all'acqua in situ. Dapprima grazie all'elettrolisi si dissocia l'acqua in idrogeno e ossigeno; successivamente si raffredda e immagazzina l'ossigeno prodotto e si usa l'idrogeno e l'anidride carbonica per la produzione di metano e acqua con la reazione di Sabatier, che avviene spontaneamente in presenza di un catalizzatore come il nichel o il rutenio.

#### Plastica
Similmente alla produzione di metano, la reazione tra idrogeno e anidride carbonica con diversi rapporti produce diversi idrocarburi: un rapporto di 3:1 tra idrogeno molecolare e anidride carbonica produce etilene, che è la base per la produzione delle materie plastiche. La plastica è un materiale molto versatile per la produzione di oggetti di uso comune.

#### Metallurgia
L'abbondanza di metalli sulla superficie di Marte è maggiore di quella della Terra. I metalli si trovano solitamente in forma di ossidi, facilmente separabili come fatto per migliaia di anni sulla Terra.

## Questioni irrisolte

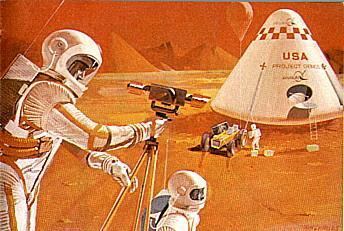
Progetto Deimos (1969): una base marziana di superficie (fonte: NASA).

L'eventuale discesa di coloni su Marte presenta numerose fonti di preoccupazione:
- È assolutamente da evitare una possibile contaminazione dell'ambiente marziano con forme di vita microscopiche di origine terrestre; non è infatti chiaro se la vita sia in passato esistita su Marte, e se le sue tracce possano ancora essere rilevate.
- Un'esplorazione intensiva mediante robot sarebbe indubbiamente assai meno costosa e pericolosa; questa ipotesi, ad ogni modo, non preclude la possibilità di una successiva discesa umana sul pianeta.
- La Luna potrebbe essere preferita a Marte come luogo di insediamento della prima colonia spaziale stabile, nonostante la carenza di elementi necessari alla vita, come l'idrogeno, l'azoto ed il carbonio. La Luna potrebbe essere in seguito utilizzata come trampolino di lancio verso il pianeta rosso, grazie alla sua scarsa velocità di fuga.